# Дорофеев, Артём Витальевич
Артём Витальевич Дорофеев (5 августа 1971, Ленинград, СССР) — российский футболист, выступавший на позиции полузащитника.

## Биография
Воспитанник СК «Светлана». В 1988 году перешёл в ленинградский «Зенит», где провёл два года, но не сыграл ни одного матча за основную команду. В 1990 перешёл в ленинградский СКА, с которым выступал на любительском уровне. После распада СССР вернулся на профессиональный уровень и стал выступать за магнитогорский «Металлург» в Первой лиге России. В 1993 году вернулся в «Зенит», за который выступал в этом и 1995 годах. В 1994 играл за клуб Второй лиги «Кавказкабель». По ходу сезона 1995 перешёл из «Зенита» в «Сатурн-1991», где выступал до конца года. После окончания сезона «Сатурн» был объединён с другой петербургской командой «Локомотив», в составе которого игрок провёл ещё три года. В дальнейшем выступал за новотроицкую «Носту», казанский «Рубин» и калининградскую «Балтику». Последний сезон на профессиональном уровне провёл в 2004 году в составе клуба «Петротрест», за который сыграл 9 матчей во Второй лиге. В 2005 году выступал за любительский клуб «Коломяги-47».

## Достижения
«Носта»
- Победитель второго дивизиона ПФЛ (зона «Урал»): 1999

«Балтика»
- Победитель второго дивизиона ПФЛ (зона «Запад»): 2002